# 建泽正
建澤正（1996年6月13日—），中國內地男演員，同時亦是一名中俄混血兒。他於遼寧省出生，出道作品為2016年由北京百納千成出品並改編自日本漫畫《深夜食堂》的同名電視劇。2016年，參與首部電影《怪物少女》並在戲中擔任男主角。

## 演出作品

### 電影
- 2018年：《海邊奇怪物語》
- 2019年：《怪物少女》
- 2021年：《狼人殺·啓源》

### 電視劇／網絡劇
| 首播年份 | 劇名                       | 角色   | 備註                   |
| -------- | -------------------------- | ------ | ---------------------- |
| 2017年   | 《深夜食堂》單元：深夜快遞 | 小艾   | 都市飲食電視劇         |
| 2020年   | 《狐狸在手》               | 宋澗山 | 芒果TV古裝網絡劇       |
| 2021年   | 《風雨濃，胭脂亂》         | 小武   | 古裝網絡劇             |
| 2021年   | 《遇龍》                   | 輕風   | 騰訊視頻古裝愛情網絡劇 |
| 2021年   | 《賴貓的獅子倒影》         | 利那   | 都市商戰網絡劇         |
| 2022年   | 《鏡·雙城》                | 藍夏   | 古裝奇幻劇             |
| 2023年   | 《惡魔少爺別吻我》         | 安辰川 | 校園網絡短劇           |
| 2023年   | 《力拔山兮的老婆大人》     | 聞鳴   | 騰訊視頻古裝愛情網絡劇 |

## 外部連結
- 建泽正在豆瓣上的资料（简体中文）
- 建泽正在互联网电影资料库（IMDb）上的資料（英文）